# クラウス・ブリュンゲル

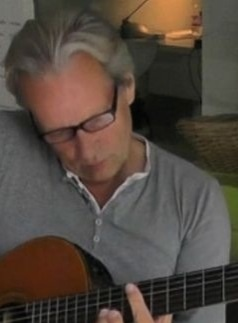
クラウス・ブリュンゲル (2013年)

クラウス・J・ブリュンゲル（Klaus J. Brüngel、別表記：Klaus Bruengel、1949年10月2日 - ）は、ドイツの作曲家。ノルトライン＝ヴェストファーレン州ルール地方のホルツヴィッケデ生まれ。ブリュンゲルはベーシスト（エレクトリックベースとコントラバス）としても知られ、特にエレクトリックベースのための作品を中心に、多数の音楽作品を作曲している。ブリュンゲルは、ニコラ・ド・ブリュン (Nicola de Brun) という変名でも知られている。ホメーロスの叙事詩『オデュッセイア』に登場する人物や場所を表現した46曲からなる組曲は注目された。

## 経歴と業績
ブリュンゲルは、1968年から1971年までデトモルト音楽院に学んだ。さらに、ヴェストファーレン・ヴィルヘルム大学（ミュンスター大学）で教育学を修めた。ブリュンゲルは、まずスウェーデンのクルト・ヴァイル・オーケストラ (Kurt Weil Orchestra) のベーシストとなり、その後はハラルト・バンター (Harald Banter) が率いた西ドイツ放送 (Westdeutscher Rundfunk, WDR) スタジオバンドで働いた。1980年から1985年まで、ボーフムのボーフム劇場 (Schauspielhaus Bochum) のクラウス・パイマン (Claus Peymann) の下で、演劇作品『屠殺場の聖ヨハンナ (Die heilige Johanna der Schlachthöfe)』、『桜の園』、『Unsere Republik』、『こうもり』の上演に関わった。ボーフム劇場では、ヘルベルト・グレーネマイヤーと知り合い、マルクス・シュトックハウゼン (Markus Stockhausen) を加えた3人は「オーシャン (Ocean)」と称したケルンのグループで演奏した。
この他にもブリュンゲルは、ベーシストとして、ベルント・ラウカンプ (Bernt Laukamp)、ハイナー・ヴィベルニー (Heiner Wiberny)、ジョン・アードレイ (Jon Eardley)、クルト・ヴァイル (Kurt Weil)、ハンネ・ヴィルフェルト (Hanne Wilfert)、オットー・ブレドル (Otto Bredl)、イングフリード・ホフマン (Ingfried Hoffmann) らと共演した。1980年から2011年まで、ブリュンゲルは、もっぱら音楽教育の仕事に従事していた。この間、2010年には、ミュージカル『Meeresleuchten』を作曲している。
ブリュンゲルは、ベーシストとして、ヘッター＝ツィマーマン・スタジオ・グループ (Hötter-Zimmermann Studio-Group) に名を連ねた。ブリュンゲルはまた、バーバーショップのカルテット「Cadillac」ではリードシンガーを務め、1972年に結成されたジャズ・ロックのグループ「Time in Space」の一員でもある。1997年、ブリュンゲルは、ドイツの基礎学校 (Grundschule) で用いる名前についてのドイツ語の本のために、「Xa-lando」という歌を書いた。2002年、ブリュンゲルは自身のオーケストラを組み、国際連合児童基金 (UNICEF) の資金集めのためのコンサートに参加して、ケヴィン・タート (Kevin Tarte) やアフサネ・サデギ (Afsaneh Sadeghi) と共演した。

## 公表作品

### ディスコグラフィ
- Piano sounds of harmony, Verlag Fröndenberg, 1994
- Ballet Music for Exercises Album 1 – 5, Edition Scores&Parts, Dortmund, 2013
- Preludes for Piano and Small Orchestra, Edition Scores&Parts, Dortmund, 2013
- Nocturnes for Piano, Edition Scores&Parts, Dortmund, 2013
- Four Tangos, Edition Scores&Parts, Dortmund, 2013
- Four Seasons, Edition Scores&Parts, Dortmund, 2013
- Homer's Epic Odyssey Album 1 – 2, Edition Scores&Parts, Dortmund, 2013
- Homer’s Epic Odyssey Album 3, EAN 4250782288646, Edition Scores&Parts, 2014
- Kammermusikalische Phantasien, EAN 4250782317865, 2014
- Impressions Album 1-18, EAN 4250782288639, 2014
- Impressions Album 19-36, EAN 4250782290267, 2014
- Music Kaleidoscope, EAN 4250782288622, 2014
- In Monets Garten (Ballett Suite), EAN 4250782287168, 2014
- Ballet Music for Piano Album 1-30, EAN 4250782286314, 2014
- Ballet Music for Piano Album 31-60, EAN 4250782286345, 2014
- Ballet Music for the Professional Dancer, EAN 4250782352439, 2014
- Ballet Music for Dancers, EAN 4250782382931, 2014
- Music for Piano, Harp, Cor Anglais and Oboe D'Amore, EAN 4250782404015, 2015
- Pavane for Harp and Cor anglais, EAN 4250782406149, 2015
- Scherzino for Oboe and Harp, EAN 4250782411167, 2015

### 書籍
- （分担執筆） Xa-Lando – Lernen als Abenteuer. Materialien. Lesen – Sprache – Sachunterricht, Schöningh Verlag im Westermann Schulbuchverlag, 1997, ISBN 978-3-14-063101-3
- （分担執筆・CD2枚のプロデュース） JeKi elementar – Grundlagen Materialien Ideen,  Schott Music, 2011, ISBN 978-3-7957-5248-4
- Sylt Impressionen – Bilder Musik Prosa – Edition Scores&Parts, 2011, ISMN 978-0-50243-102-0

### 曲集
- Ballet Music For Exercises 1 – 5, Edition Scores&Parts, Dortmund, 2013, ISBN 9783955771027
- Preludes for Piano and Small Orchestra, Edition Scores&Parts, Dortmund, 2013, ISBN 9783955772253
- Nocturnes for Piano, Edition Scores&Parts, Dortmund, 2013, ISBN 9783955771591
- Four Tangos, Edition Scores&Parts, Dortmund, 2013, ISBN 9783955771614
- Four Seasons, Edition Scores&Parts, Dortmund, 2013, ISBN 9783955771898
- Homer’s Epic Odyssey 1 – 2, Edition Scores&Parts, Dortmund, 2013, ISBN 9783955771911
- Jazz Rhythm Changes One, Edition Scores&Parts, Dortmund, 2013, ISBN 9783955772062
- Pantasies, ISMN 9790502433024, 2014
- Music Kaleidoscope, ISMN 9790502433031, 2014
- Musical Meeresleuchten, ISMN 9790502433772

#### ピアノ・ソロ（新曲）
- Provocation - Audio/Video - ISRC DESN91300141
- Fire and Ice - Audio/Video - ISRC DESN91300140

#### デュエット
チューバとピッコロ
- Duet for Tuba and Piccolo - Audio/Video - ISRC DESN91300139

オーボエとトロンボーン
- Duet for Oboe and Trombone - Audio/Video - ISRC DESN91300138

#### 合奏曲（楽譜、オーディオ）
フルート、オーボエ、弦楽器、チェロ、ハープ、ピアノ、ベース
- Impressions 1 – 36  - Edition Scores&Parts - 2013

フルート、オーボエ、ピアノ
- Modality 1 – 8 - Edition Scores&Parts - 2013

フルート、オーボエ、ハープ、ファゴット、ベース
- Modality 09 La Mer and Fuge - Edition Scores&Parts - 2013

フルート、オーボエ、弦楽器、ハープ
- Modality 10 – 11 - Edition Scores&Parts - 2013

ジャズ・アンサンブル
- Jazz Rhythm Changes One – Three - Edition Scores&Parts - 2013

フルート、オーボエ、ヴァイオリン、チェロ、ハープ、ピアノ、ベース
- Homer‘s Epic Odyssey III Album 1 – 23 - Edition Scores&Parts - 2013